# Paul Mandel
Paul Mandel  (* 8. November 1942 in Genf) ist ein belgischer Physiker, der sich mit  Nichtlinearer Optik, Quantenoptik und Lasern befasst.
Mandel wurde 1969 bei Ilya Prigogine an der Freien Universität Brüssel promoviert und habilitierte sich dort 1980. Er war dort Gründer und Leiter der Gruppe für theoretische nichtlineare Optik. 2008 ging er in den Ruhestand.
Er leistete wichtige Beiträge zur Entwicklung der nichtlinearen Hohlraum-Optik, Dynamik von Lasern, Frequenzverdopplung in Hohlräumen (intracavity second harmonic generation), Theorie der Muster transversaler Moden (Transverse Patterns), Laser ohne Inversion (LWI) und atomare Interferenzphänomene.
Mandel war von 1994 bis 1998 Herausgeber der Zeitschrift Quantum and Semiclassical Optics der European Optical Society. 1998 erhielt er den Willis-E.-Lamb-Preis. Er ist Fellow der Optical Society of America (1984). Er war von 1987 bis Mitglied 25. wissenschaftlichen Kommission des nationalen belgischen Forschungsfonds (FNRS).
Er gibt als Hobbys die Oper, Anthropologie und mythologische Literatur an.

## Schriften
- Nonlinear Optics, Wiley-VCH 2010
- Theoretical problems in cavity nonlinear optics, Cambridge University Press 1997